# Tygers of Pan Tang
A Tygers of Pan Tang brit heavy metal zenekar, amely a NWOBHM (new wave of British heavy metal) mozgalom részeként alakult, 1978-ban alakultak meg Whitley Bay-ben. Az együttes tagjai Robb Weir (gitár), Craig Ellis (dobok), Jacopo Meille (ének), Gavin Gray (basszusgitár) és Micky Crystal (gitár).
Az eredeti felállás ez volt: Robb Weir (gitár), Richard Laws (basszusgitár), Jess Cox (ének), és Brian Dick (dob).
Először 1978-tól 1987-ig tevékenykedtek, majd 1999-től napjainkig.

## Diszkográfia
Stúdióalbumok
- Wild Cat (1980)
- Spellbound (1981)
- Crazy Nights (1981)
- The Cage (1982)
- The Wreck-Age (1985)
- Burning in the Shade (1997)
- Mystical (2001)
- Noises from the Cathouse (2004)
- Animal Instinct (2008)
- Animal Instinct x2 (2009)
- Ambush (2012)
- Tygers of Pan Tang (2016)
- Ritual (2019)